# Humada-Peña Amaya
Humada-Peña Amaya este o arie protejată (arie specială de conservare — SAC, sit de importanță comunitară — SCI) din Spania întinsă pe o suprafață de 36.839,3 ha, integral pe uscat.

## Localizare
Centrul sitului Humada-Peña Amaya este situat la coordonatele 42°38′28″N 4°03′16″W / 42.641°N 4.0545°V.

## Înființare
Situl Humada-Peña Amaya a fost declarat sit de importanță comunitară în august 2000 pentru a proteja 2 specii de plante și 9 specii de animale. Situl a fost protejat și ca arie specială de conservare în septembrie 2015.

## Biodiversitate
Situată în ecoregiunea mediteraneană, aria protejată conține 29 de habitate naturale: Pseudostepă cu ierburi și specii anuale de Thero-Brachypodietea, Ape puternic oligomezotrofe cu vegetație bentonică cu Chara spp., Mlaștini turboase de tranziție și turbării mișcătoare, Matorral arborescenți cu Juniperus spp., Izvoare petrifiante cu formare de travertin (Cratoneurion), Pajiști umede atlantice temperate cu Erica ciliaris și Erica tetralix, Lande oro-mediteraneene cu formațiuni endemice de grozamă, Turbării active, Fânețe de joasă altitudine (Alopecurus pratensis, Sanguisorba officinalis), Râuri de munte și vegetația lor lemnoasă cu Salix elaeagnos, Pajiști uscate seminaturale și facies de acoperire cu tufișuri pe substraturi calcaroase (Festuco-Brometalia) (* situri importante pentru orhidee), Lacuri și iazuri distrofice naturale, Galerii de Salix alba și de Populus alba, Lacuri eutrofice naturale cu vegetație de tip Magnopotamion sau Hydrocharition, Peșteri inaccesibile publicului, Păduri de Quercus ilex și Quercus rotundifolia, Pajiști alpine și subalpine calcaroase, Pajiști umede mediteraneene cu ierburi înalte de Molinio-Holoschoenion, Pajiști carstice calcaroase sau bazofile, de Alysso-Sedion albi, Depresiuni pe substraturi de turbă de Rhynchosporion, Pante stâncoase calcaroase cu vegetație casmofită, Liziere de ierburi înalte hidrofile de câmpie și de nivel montan până la alpin, Pajiști cu Molinia pe soluri calcaroase, turboase sau argilos-nămoloase (Molinion caeruleae), Cursuri de apă de la nivel de câmpie la nivel montan, cu vegetație Ranunculion fluitantis și Callitricho-Batrachion, Păduri de stejar galițio-portugheze cu Quercus robur și Quercus pyrenaica, Pajiști uscate europene, Păduri iberice de Quercus faginea și Quercus canariensis, Păduri de fag din Europa Centrală dezvoltate pe sol calcaros cu Cephalanthero-Fagion, Grohotișuri termofile și vest-mediteraneene.
La baza desemnării sitului se află mai multe specii protejate:
- plante (2): Narcissus asturiensis, Narcissus pseudonarcissus subsp. nobilis
- mamifere (3): Galemys pyrenaicus, vidră de râu (Lutra lutra), liliacul mic cu potcoavă (Rhinolophus hipposideros)
- nevertebrate (2): Austropotamobius pallipes, Euplagia quadripunctaria
- pești (3): Achondrostoma arcasii, Cobitis calderoni, Pseudochondrostoma duriense
- reptile (1): Lacerta schreiberi

Pe lângă speciile protejate, pe teritoriul sitului au mai fost identificate 23 de specii de plante, 7 specii de amfibieni, 9 specii de mamifere, 1 specie de nevertebrate, 2 specii de reptile.